# シティジェット (列車)

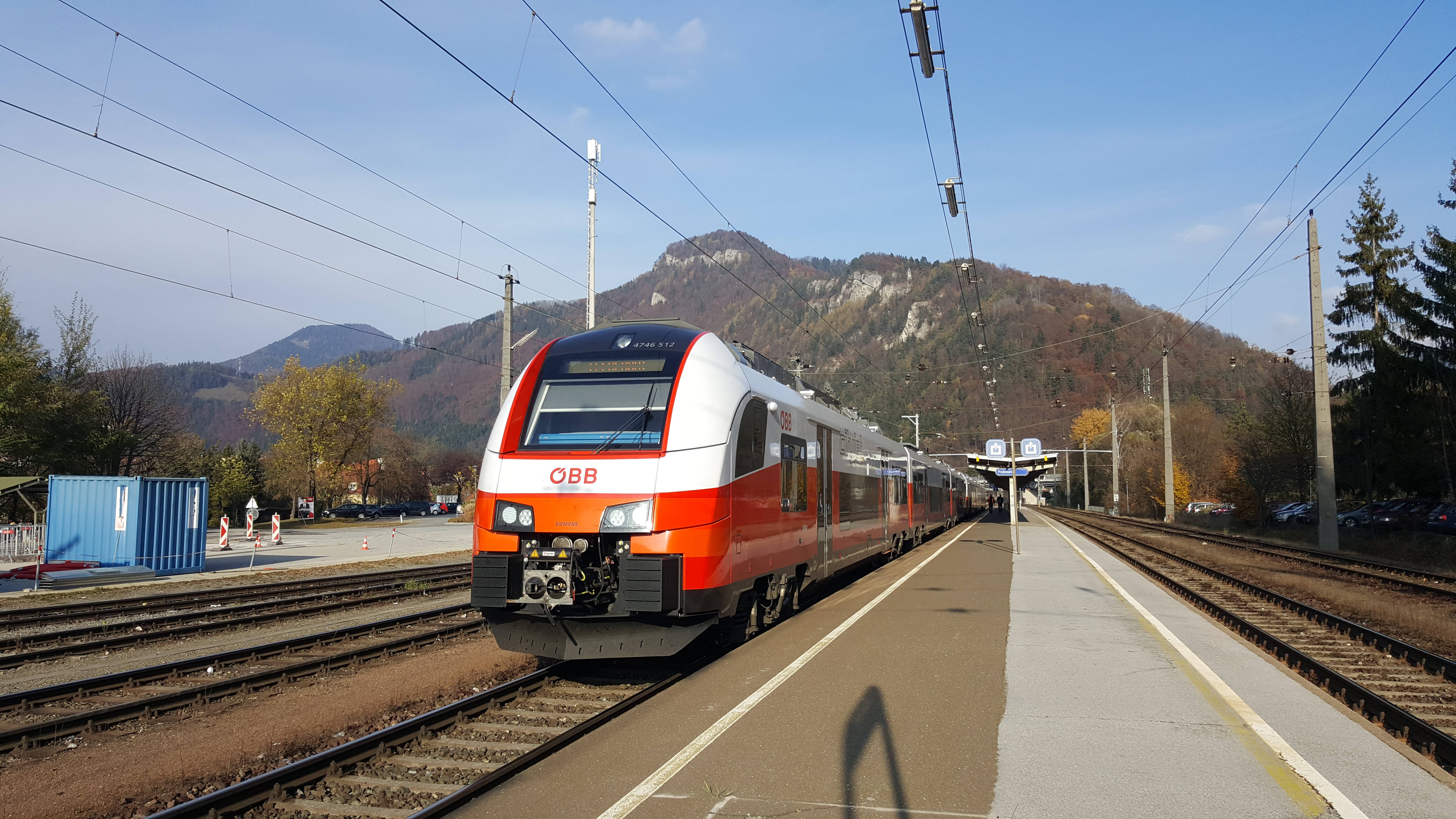
Desiro ML（ÖBB 4746 012および018）による総括制御列車、フローンライテン駅にて

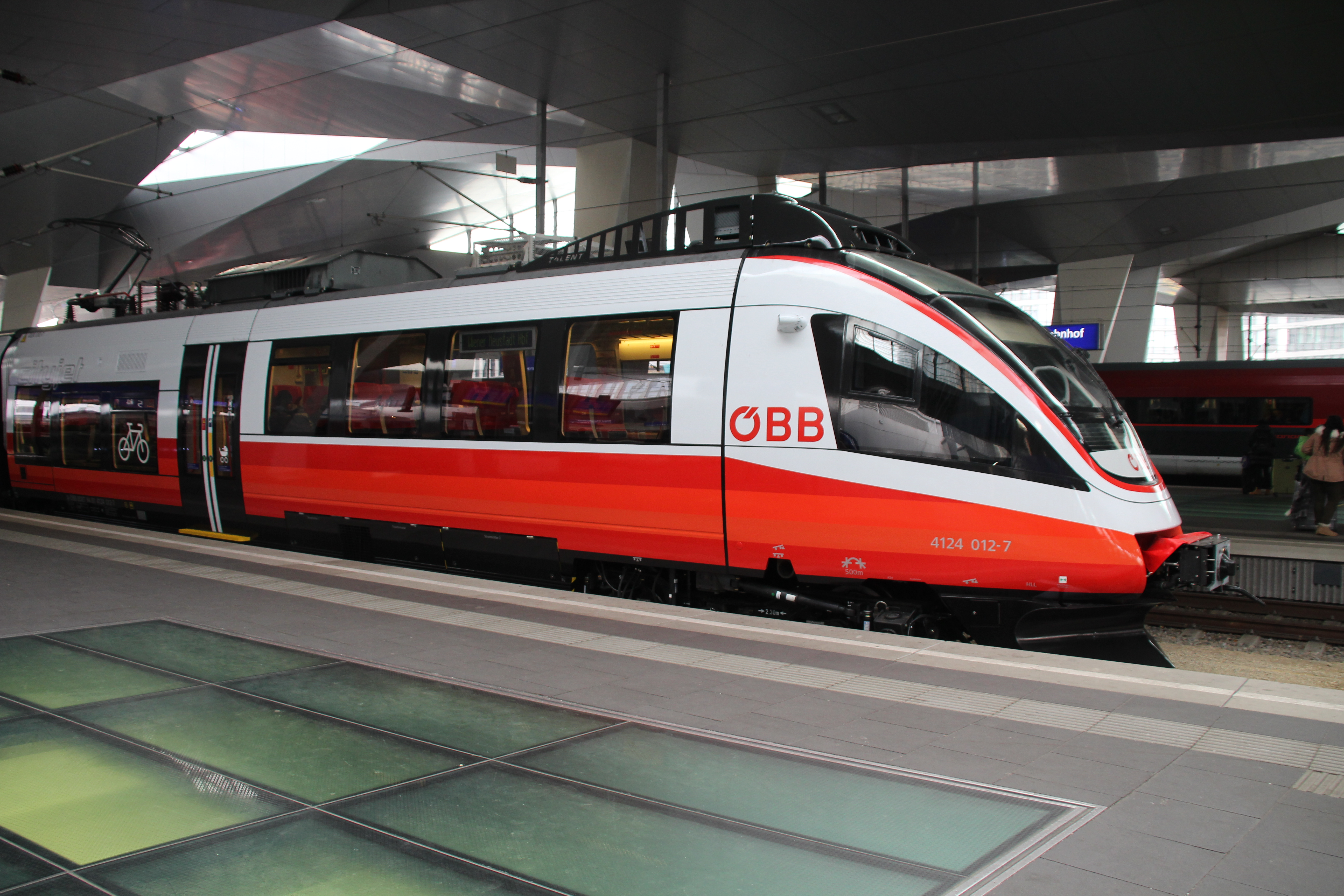
ウィーン中央駅に停車中のシティジェット車両 (ÖBB4124 012-7)

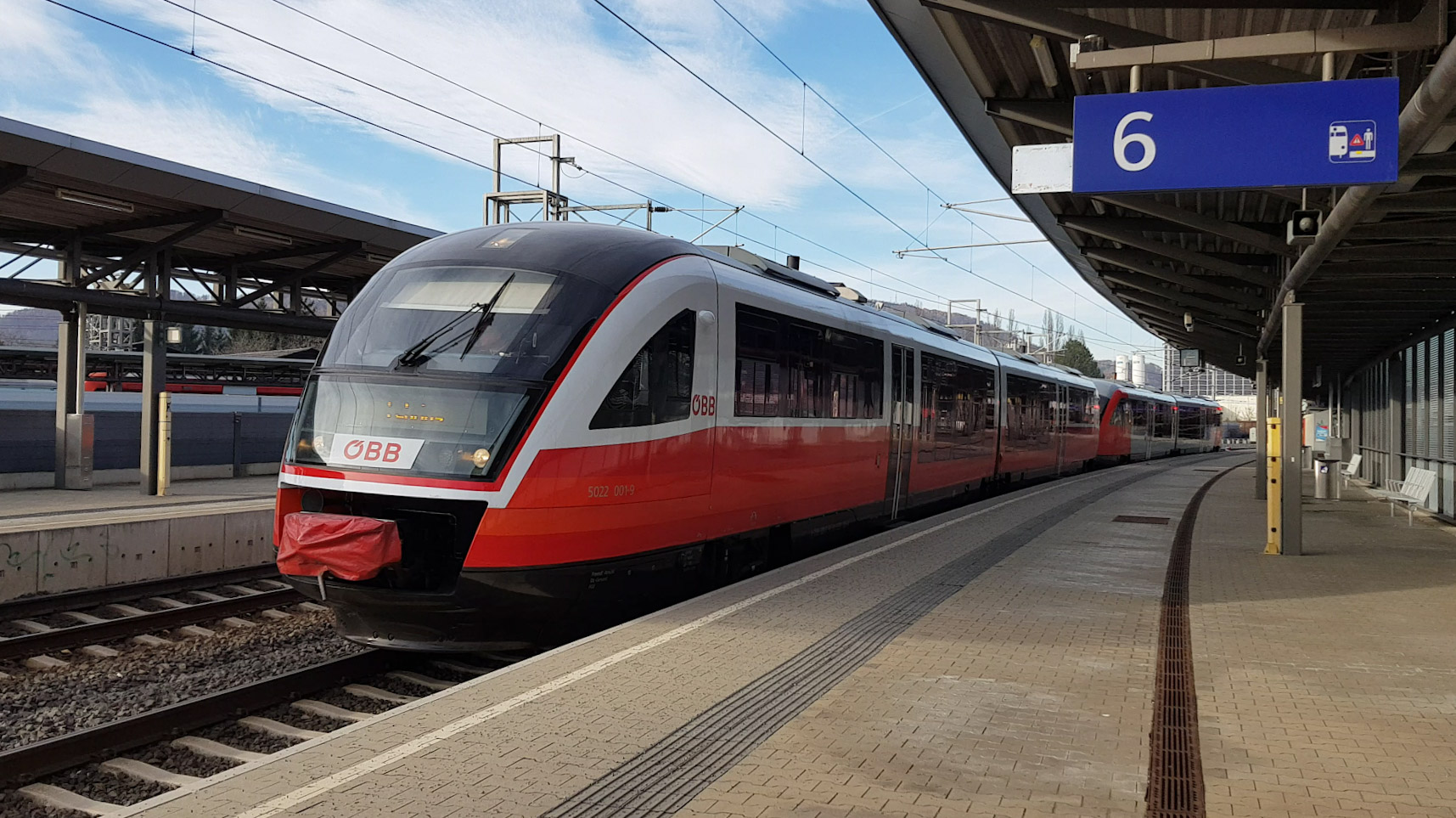
グラーツ・ドン・ボスコ駅に停車中のシティジェット車両 (ÖBB 5022 001-9)

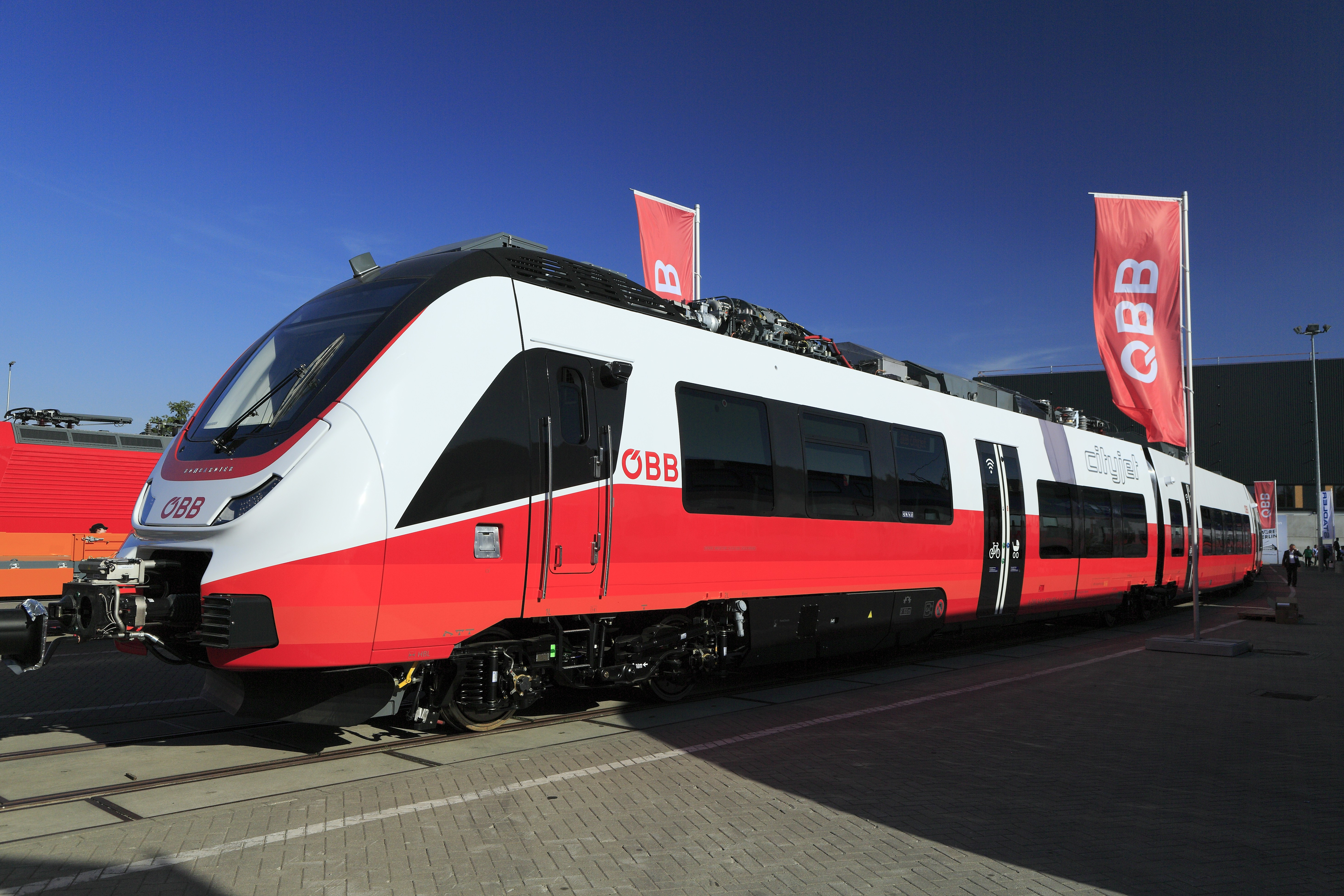
シティジェットデザインのTALENT3（ベルリン Innotrans 2018にて）

シティジェット (Cityjet) は、オーストリア連邦鉄道 (ÖBB) の地域輸送列車に使用されているブランド名である。2015年の導入当初はDesiro MLなどいくつかの車両にのみ使用されていた。その後、シティジェットのデザインは、ÖBB Sバーンと地域輸送の新しいコーポレートデザインになった。2019年からフォアアールベルクで使用されるTalentに使用され、2017年に新世代ディーゼル鉄道車両にも使用されてからは、既存車両の更新時にも使用されるようになった。
2019年12月15日には、新しい列車種別であるシティジェット・エクスプレス (Cityjet Xpress, CJX) が導入された。

## 運用
2017年12月のダイヤ改正の時点で、ウィーン西駅からトゥルナーフェルトを経由してアムシュテッテンまでのすべてのREX 200列車が、4744シリーズのシティジェット編成で運行されている。許容最高速度が160 km/hとなるため、REX PLUSに改名された。
2019年12月のダイヤ改正時、オーストリア西部鉄道経由であったREXは新種別のシティジェット・エクスプレスとして運行されるようになった。

## デザイン

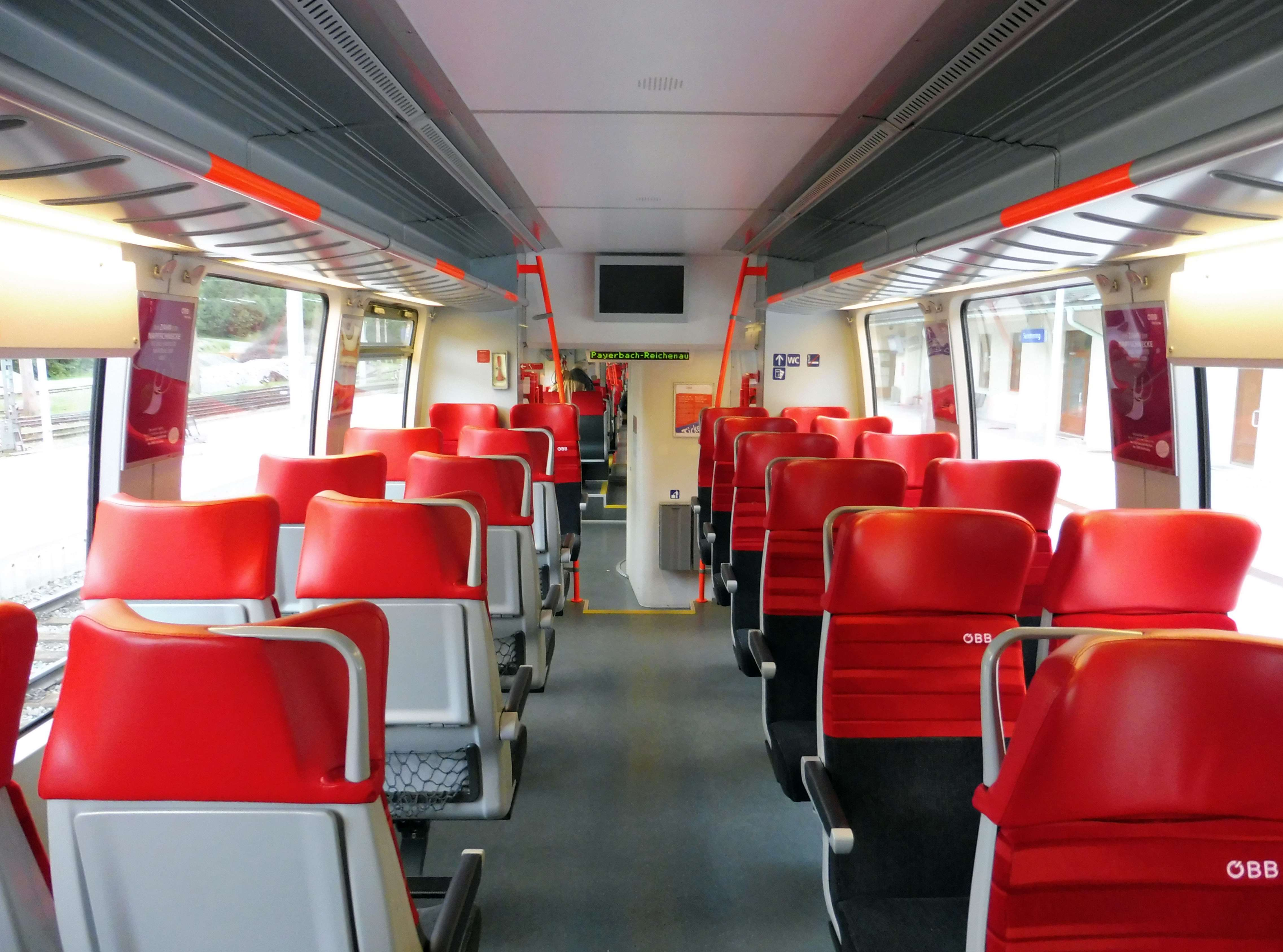
ÖBB TALENT更新車 (4023 011) のコンフォートゾーン

デザインはTricon Designによってなされた。 車両の下半分は、赤の異なる色合いの横縞で、上半分は白で設計されている。台車、窓、ドアの周りは黒く塗られている。 運転席のキャブウィンドウは赤い線で囲われ、「ÖBB cityjet」のロゴが側壁に配される。
車内は、赤とグレーの「オーストリアシート」が設置され、シティジェットデザインの全車両には車内ディスプレイがある。すべてにのシティジェット車両は、低床の乗降口や空調など一定の品質基準を満たしている必要がある。
フォアアールベルクのTALENT3は、シティジェットデザインの内装へ更新され、東部地域の車両を置き換える。

### 改造

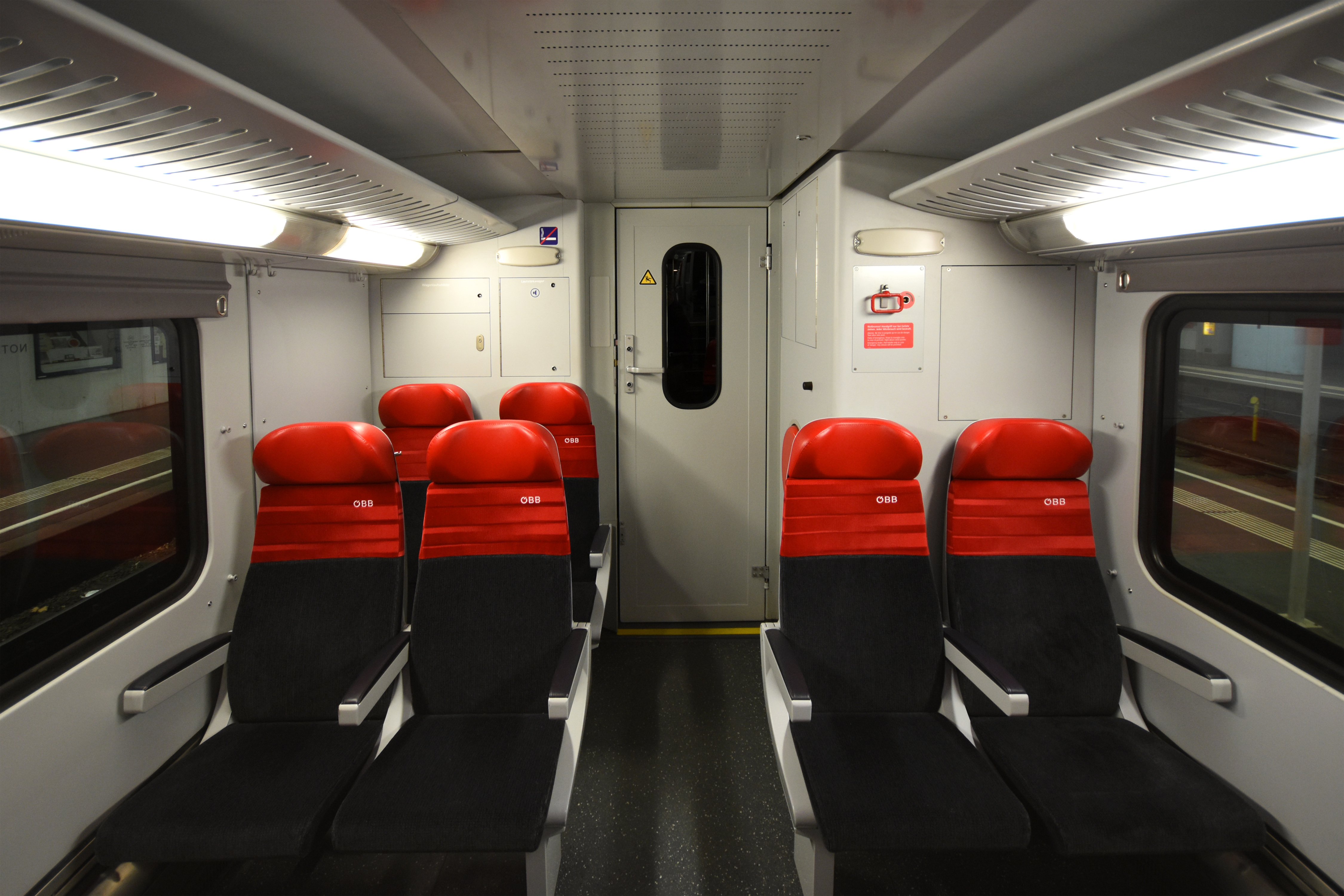
更新された2階建て車の車内

- Desiro ML（ÖBB 4744および4746）
- Talent 3（ÖBB 4758）：フォアアールベルクで2019年から運用
- 2019年に公開された次世代の2階建て車両

以下についても、車両の塗装変更が進行中でその大部分は現在、赤/グレーの「斜めデザイン」になっている。 
- Desiro（ÖBB5022、DB 642〈642シリーズ未塗装、ステッカー付き〉）
- Talent（ÖBB4023、4024、4124）
- CityShuttle用2階建てプッシュプル車両

最初に更新が行われた車両は5022 001で、外装と内装が4744と4746シリーズと同等のものに変更された。4124 003はTalent 1の最初の車両でもある。
2017年11月17日に、4746 006、5022 003、4124 003がウィーン西駅で公開された。2019年11月までに、86-33 007を含む4両は、ザンクト・ペルテンのTS-Werkで最初に更新が行われた。2019年12月15日のダイヤ改正より、フランツヨーゼフ線に投入され、2020年には100両の置き替えを計画している。また、2019年のダイヤ改正以降、ドイツ鉄道クラス642ディーゼルカーがドイツ鉄道のマッティク線で使用されている。このため、TW 642 083は2019年12月にシティジェットデザインとなった。